# オッシュル・スカルプヘイジンソン
オッシュル・スカルプヘイジンッソン（アイスランド語: Össur Skarphéðinsson、アイスランド語発音: [ˈœsːʏr ˈskar̥pçɛðɪnsɔn]、1953年6月19日 - ）は、アイスランドの政治家。2009年から2013年まで、同国の外相を務めた。名前はオッスルとも表記される。

## 経歴
1973年、レイキャヴィーク高校に入学。1979年にアイスランド大学から生物学の学士号を、1983年にイースト・アングリア大学から生理学の博士号を取得した。1991年から国会（アルシング）議員（2003年まではレイキャヴィーク選挙区、それ以降はレイキャヴィーク北選挙区選出）。1991年から1993年まで、社会民主党の院内会派の議長。1993年から1995年まで環境相、2000年から2005年まで社会民主同盟の議長を歴任した。
2007年5月、産業・エネルギー・観光相に任じられ、2008年まで北欧協力担当相も兼務した。
ブロガーとしても有名で、その記事はよく国内の新聞に引用される。